# Станислав Щепановский
Стани́слав Щепано́вский (пол. Stanisław ze Szczepanowa; 26 июля 1030, Щепанов — 11 апреля 1079, Краков) — Краковский епископ с 1072 года; был убит польским королём Болеславом II Смелым; причислен католической церковью к святым мученикам.

## Биография

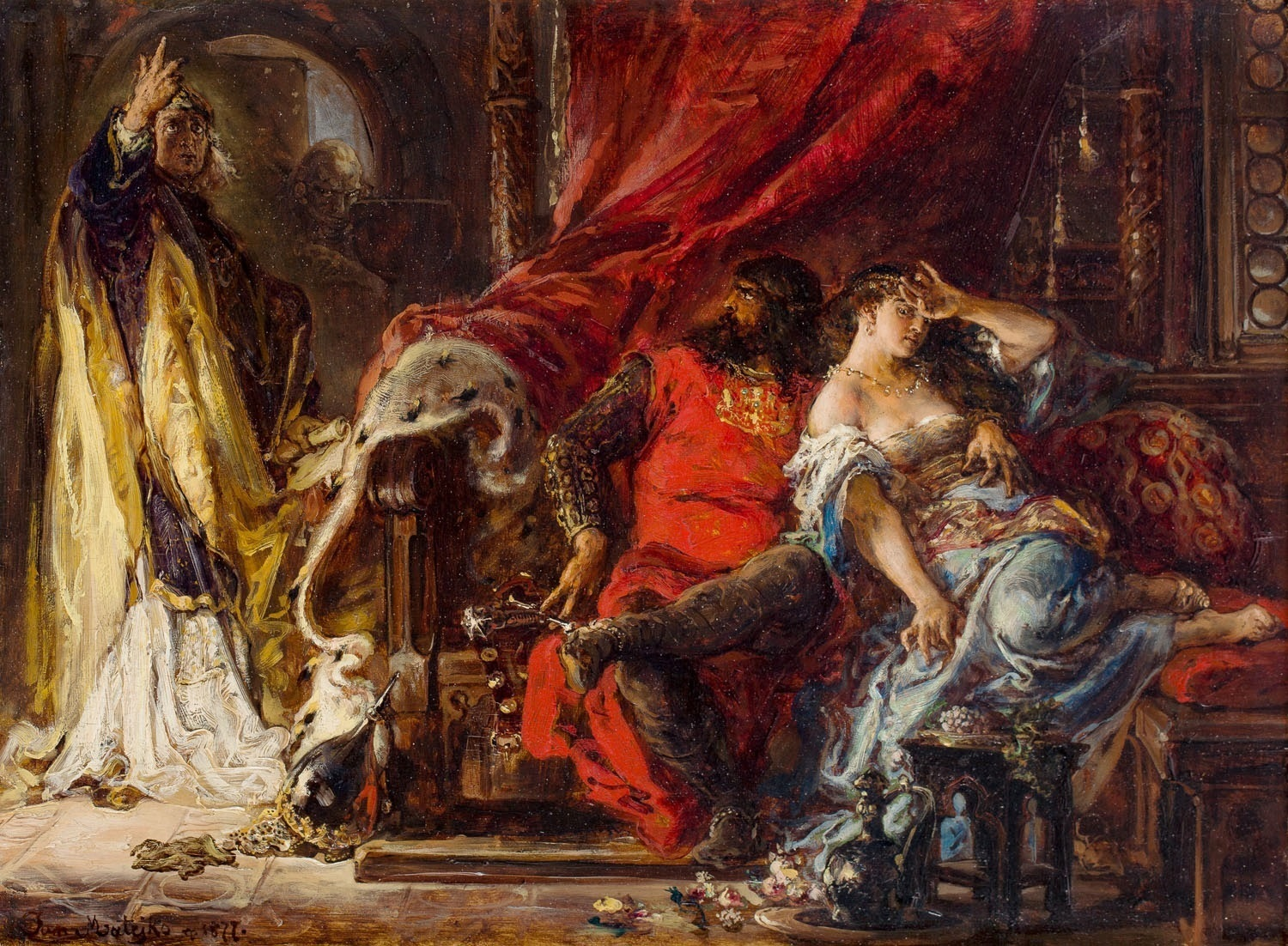
Ян Матейко. Святой Станислав обличает Болеслава Смелого

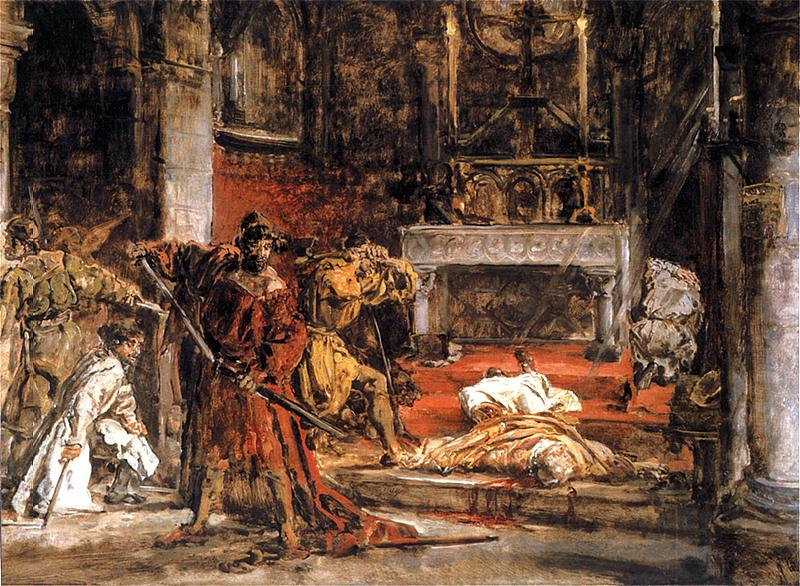
Ян Матейко. Убийство святого Станислава

Станислав был сыном польского дворянина Велисла́ва Тури́ны и Бо́гны, долгожданным первенцем, которого отец, согласно обету, с детства готовил на служение Богу. Станислав стал священником и каноником в соборе Кракова, прославился как проповедник и в 1072 году был избран местным епископом.
Столица Польши тогда находилось в Гнезно, и, когда польский король Болеслав II запятнал себя изнасилованием одной дворянки, архиепископ Гнезно должен был бы осудить короля. Но все промолчали, кроме Станислава. Когда однажды король пришёл в собор, где служил епископ, молитвы были сразу прекращены. Разгневанный король сперва послал слуг убить строптивца, когда же те отказались, зарубил его сам. Эта версия событий излагается католической церковью и не является исторически достоверной. Предположительно, епископ Станислав был одним из инициаторов восстания магнатов, за что и был казнён королём . Римский папа Григорий VII наложил на Польшу интердикт.

## Агиография
По преданию, Святой Станислав воскресил умершего три года назад дворянина Петровина, чтобы он подтвердил, что его усадьба была продана святому на законных основаниях.

## Католицизм

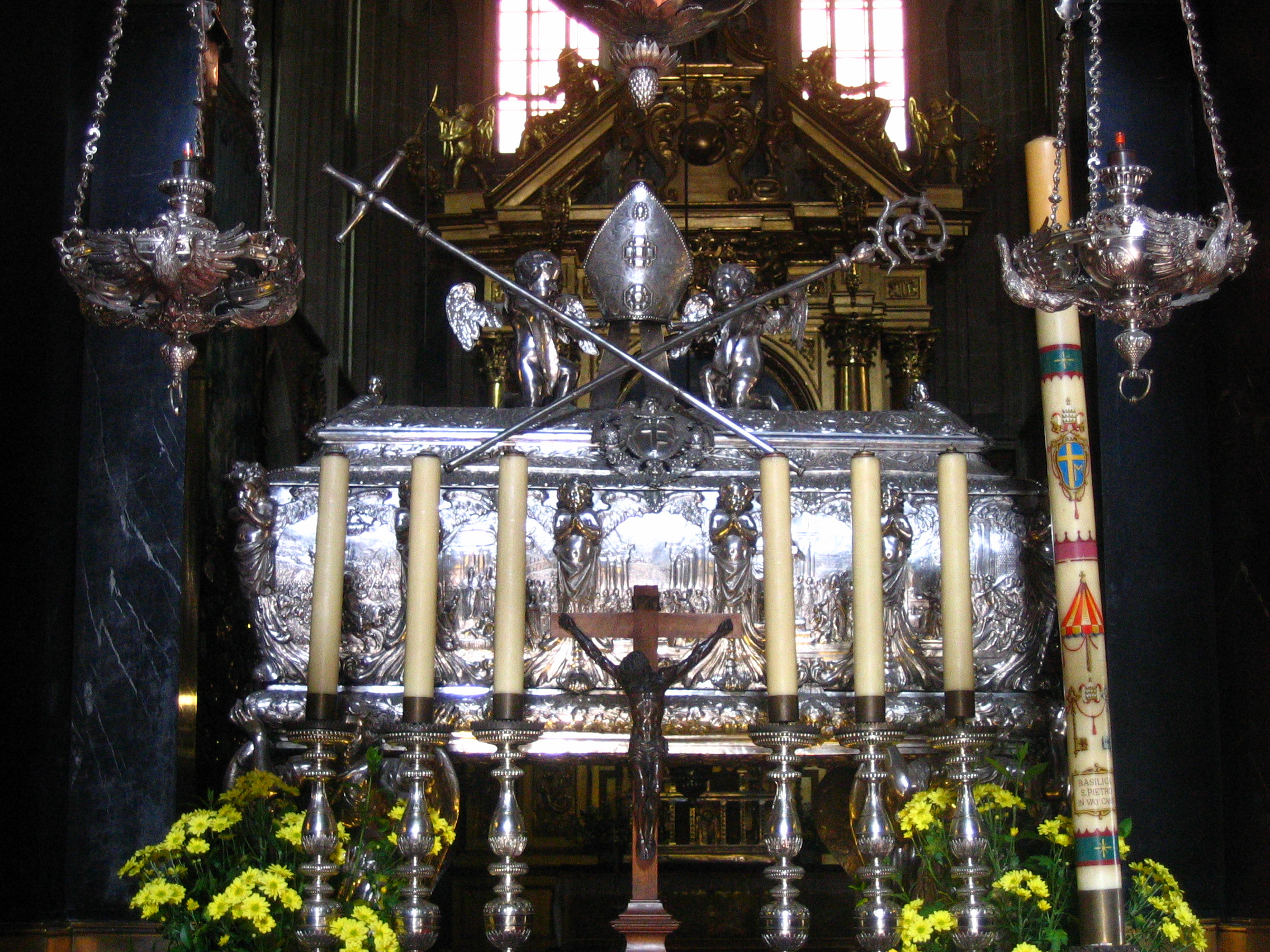
Саркофаг святого Станислава в кафедральном соборе Вавеля

Станислав Щепановский был канонизирован Римским папой Иннокентием IV в 1253 году.